# 伍斯特 (英國國會選區)

選區在伍斯特郡的位置

伍斯特（英語：Worcester），英國國會一自治市選區，位於伍斯特郡中部，與伍斯特同域。
創設於1295年，1885年前應選兩席。1910年以來一直支持保守黨，直到1997年工黨才首次在本區當選。2010年大選中，當區議員、工黨的邁克爾·福斯特被保守黨的羅賓·沃克以39.5%選票擊敗。